# ハイノサウルス
ハイノサウルス（学名：Hainosaurus）は後期白亜紀のウミトカゲの属のひとつ。最大級のウミトカゲのひとつだが、その推定全長は何度か計算がやり直されてきた。最初は約17メートルと推定され史上最大のウミトカゲであると言われたが、1990年代には15メートル、2005年には Johan Lindgren による推定で12.2メートル以上とされた。当時の海の頂点捕食者であり、他の大型ウミトカゲと同様にウミガメ、首長竜、翼竜、頭足類、サメ、硬骨魚類、より小さなウミトカゲなどを捕食していた。化石はヨーロッパから産出しているが、アジアからもそれらしきものが報告されている。属名は最初に化石が見つかったベルギーのエノー州にちなむ。
H. pembinensis の化石はカナダマニトバ州の後期白亜紀 Pierre 頁岩で1988年に発見された。本種は尾の前方に夥しい数の椎骨を持つこと、上腕骨に対する大腿骨の比率が大きいこと、外鼻孔が大きいことからティロサウルスと区別された。しかし、2008年の研究で本種には問題があると結論付けられ、T. pembinensis としてティロサウルス属に再分類された。同様に、2007年にマーティンが記載した Hainosaurus neumilleri はティロサウルス属の疑問名とされた。

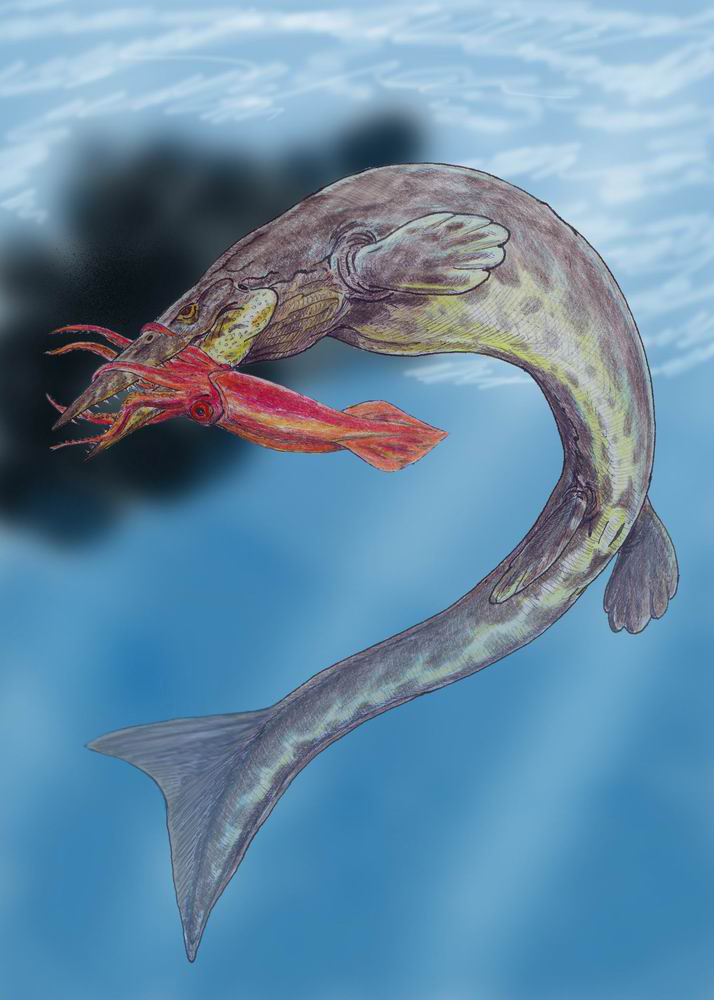
復原図

## 分類
ハイノサウルスはティロサウルス亜科の属であり、当時の北アメリカに分布していたティロサウルスに近縁である。しかし脊椎骨はティロサウルスの35個に対してハイノサウルスは53個存在しており、ティロサウルスよりも18個多い。腰椎はティロサウルスのそれよりも短い。模式種はハイノサウルス・ベルナルディ H. bernardiで、ベルギーの石灰燐の権威で本種の発見者であるレオポルド・ベルナルド Léopold Bernard への献名である。
2016年の論文では、ハイノサウルスはティロサウルスと同属であると判断された。